# 斯德哥爾摩群島

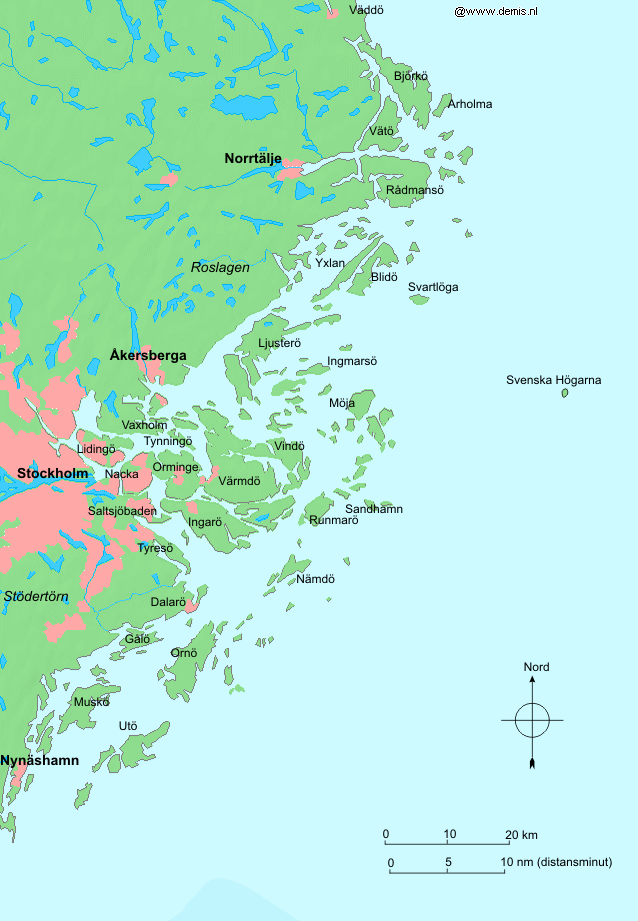
斯德哥爾摩（左）及其周邊的斯德哥爾摩群島

斯德哥爾摩群島是瑞典最大、以及波羅的海上的一個大型群島。它由斯德哥爾摩向東伸延約60公里，与奧蘭群島以南克瓦尔肯海（South Kvarken）相隔。群島由24000個大小島嶼組成，分佈在南曼蘭和烏普蘭的海岸線上。

## 水质
与海水的约8.0相比，群岛区域水的pH值为7.0（中性）或略低。与腐殖物质一起，这有时会导致水呈褐色，尤其是在内部。盐度在淡水和盐度低的半咸水之间变化。在群岛的外部，盐度达到约0.6–0.7%（按重量计），相比之下，开始尝到咸味的盐度至少为1.5，适当的海水盐度约为3.0或更高。每年冬天，内部都会定期形成海冰。

## 地理

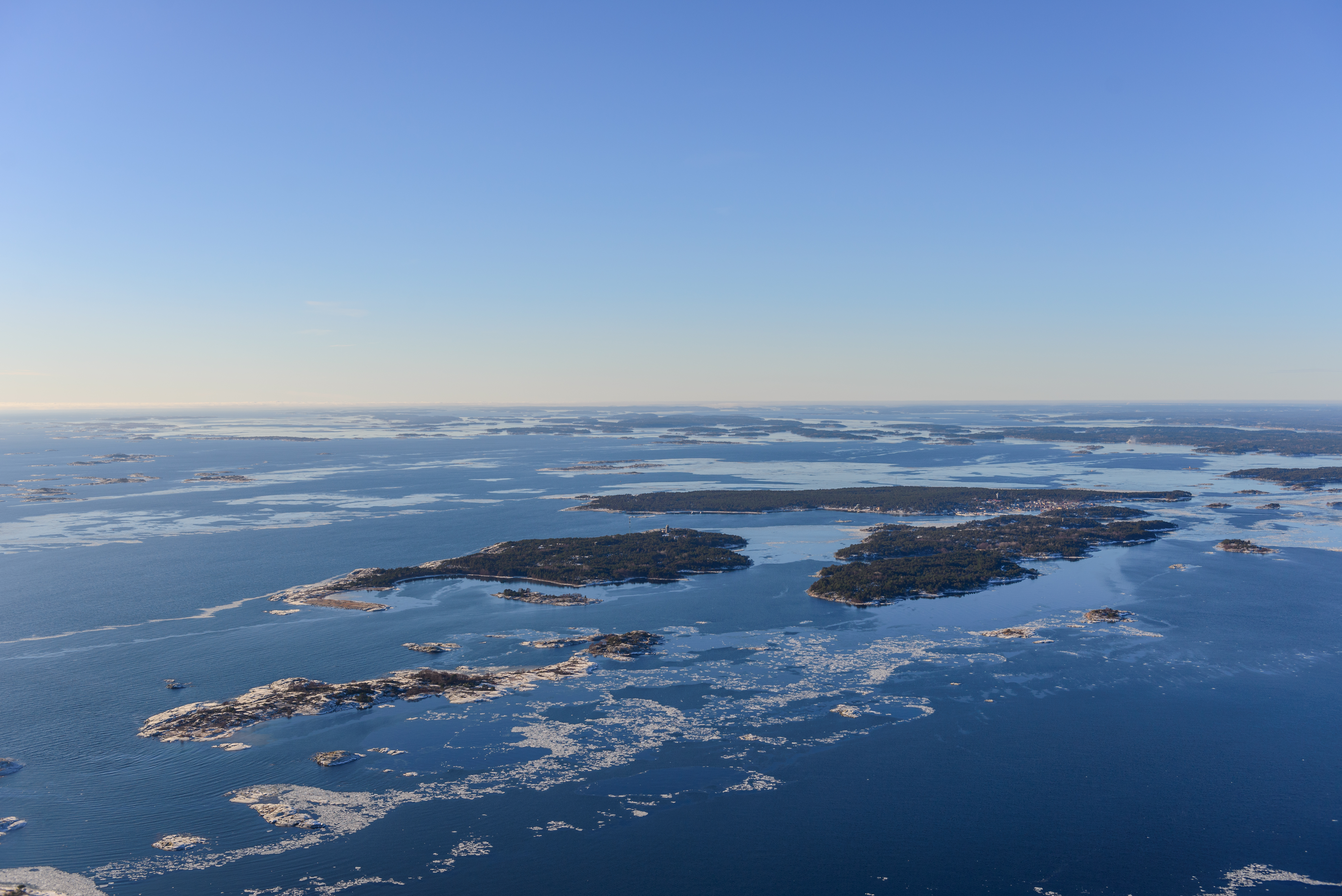
科尔瑟岛、科罗克瑟岛和桑德港岛

该群岛从斯德哥尔摩向东延伸约60公里（37英里）。在南北方向上，它主要沿着南曼兰省和乌普兰省的海岸线延伸，大致从尼奈斯港以南的厄亚岛到北泰利耶以北的韦德岛。另一群岛屿位于更北边，靠近厄雷格伦德镇（Öregrund）。在阿尔霍尔马（Arholma）和兰德索特（Landsort）之间，大约有24000个岛屿和小岛。一些較为人所知的岛屿有达拉雷岛（Dalarö）、芬港岛（Finnhamn）、奈斯林根岛（Nässlingen）、格林达岛（Grinda）、胡萨雷岛（Husarö）、因加雷岛（Ingarö）、柳斯特雷岛（Ljusterö）、梅亚岛（Möja）、奈姆德岛（Nämdö）、雷德雷加岛（Rödlöga）、丁宁戈岛（Tynningö）、乌特岛（Utö）、斯瓦特瑟岛（Svartsö）和韦尔德岛。
除斯德哥尔摩外，该群岛最大的城镇是尼奈斯港、瓦克斯霍尔姆和北泰利耶。群島中雷萨雷岛（Resarö）上的伊特比（Ytterby）村落，以4個以該地命名的化學元素聞名。這些元素包括：釔（Yttrium）、鐿（Ytterbium）、鋱（Terbium）、鉺（Erbium）。
从波罗的海到斯德哥尔摩的航线经过该群岛。有三个分別靠近兰德索特、桑德港和瑟德拉姆的航道适合深吃水船只。

## 历史

1740年代描绘的斯德哥尔摩群岛

斯德哥尔摩群岛是一个联合山谷景观，后冰川期的反弹已经形成，而且仍在形成中。直到维京时代，这个群岛才开始呈现出今天的轮廓。这些岛屿每年上升约3毫米。1719年，该群岛的人口估计为2900人，主要由渔民组成。如今，该群岛是一个受欢迎的度假胜地，拥有约50000间度假别墅（主要由斯德哥尔摩人所有）。斯德哥尔摩群岛基金会致力于保护该群岛的自然和文化，拥有其总面积的约15%。
从大约14世纪中期到第二次世界大战结束，该群岛的居民是农民和渔民。从1450年到19世纪中期，外岛的春季和秋季捕鱼活动相当密集，许多渔民在外岛生活了很长一段时间，因为他们离内岛的永久住所很远。农业和渔业的结合文化一直持续到1950年至1955年左右，当时出生在战争期间和战争结束后的年轻一代开始离开群岛，到大陆的城市寻找工作。如今，岛上的大多数小农场都关闭了，渔业几乎消失了。

## 文化
斯德哥爾摩群島也影響和啟發了不少詩人、作家和畫家，包括奧古斯特·斯特林堡、圖雷·尼曼、罗兰德·斯文森、恩内斯特·翟德林和阿莱斯特·克劳利。ABBA乐队的比约恩·奥瓦尔斯和班尼·安德森在群岛上的一间小屋里创作了大部分歌曲。
划船是一项非常受欢迎的活动，奥尔讷岛帆船赛（Ornörunt）是该群岛最大的帆船比赛。自1973年以来，这场由蒂雷瑟划船俱乐部组织的年度比赛每年都会举行。它对任何拥有帆船的人开放，但需要注册。有不同的入门班，其中家庭班的竞争性最低。
冬天，滑冰者在冰上进行短途旅行。

## 旅游
游览群岛中较大的岛屿一年四季都很容易，但在冬季，路线取决于结冰情况。有几家公司有固定路线。最大的船东公司是斯德哥尔摩省政府拥有的Waxholmsbolaget。还提供出租船。夏天，群岛上挤满了私人船只，船上挤满了经常利用漫游自由（“Allemansrätt”）的人，这项法律赋予任何人上岸或停泊在建筑物附近以外的任何地面上的权利。

## 扩展阅读
- 《Hasskärgård》，作者Jeppe Wikström，2004年。主要是来自斯德哥尔摩群岛外部的图像。ISBN 91-89204-80-8

## 外部連結
- 群島基金會 （页面存档备份，存于）（瑞典文）（瑞典文）（德文）（文）──擁有或管理15%斯德哥爾摩群島的基金會